# بور
بور یا بوران (به انگلیسی: Boron، /bɔ: r. ɑ: nˈ/) با نماد شیمیایی B نام یک عنصر شمیایی با عدد اتمی ۵ است و در گروه ۱۳ جدول تناوبی قرار دارد. این عنصر از شبه فلزها است و چون در اثر دگرگونی‌های هسته‌ای ستارگان ایجاد می‌شود، فراوانی کمی در پوستهٔ زمین و منظومهٔ خورشیدی دارد. ترکیبات رایجی از این عنصر که به صورت طبیعی در زمین ایجاد می‌شوند، در آب محلول‌اند. 
عنصر بور در سطح زمین به صورت آزاد یافت نمی‌شود و همیشه با ماده‌ای دیگر ترکیب شیمیایی شده‌است. در صنعت تهیهٔ بور بسیار خالص با سختی روبرو است چون این عنصر تمایل زیادی به تشکیل پیوند پایدار با دیگر عنصرها مانند کربن دارد. چندین دگرشکلی از بور وجود دارد. جامد آمورف آن گَرد قهوه‌ای رنگ و بلور آن سیاه است. سختی موس بور حدود ۹٫۵ (بسیار سخت) می‌باشد و در دمای محیط هدایت الکتریکی کمی دارد. در نیمه‌رساناهای صنعتی از کمی از بور به عنوان ناخالصی استفاده می‌کنند.
بیشترین کاربرد صنعتی بور در سفیدکننده‌های سدیم پربرات و ترکیبات بوره در روکش الیاف شیشه است. پلیمرهای بور و سرامیک‌ها به عنوان ماده‌ای سازه‌ای با مقاومت بالا، وزن کم و پایدار نقشی کلیدی در صنعت دارند. حضور ترکیبات بور در شیشه‌های با پایهٔ سیلیسی و سرامیک‌ها باعث می‌شود تا این مواد در برابر تغییرهای ناگهانی دما مقاوم شوند. واکنشگرهای نابی که دارای بور اند در تهیهٔ برخی ترکیبات آلی کاربرد دارند همچنین در داروسازی تعدادی از ترکیب‌های آلی دارای بور ساخته شده‌اند یا در دست مطالعه‌اند. بور طبیعی از دو بسپارش پایدار تشکیل شده‌اند؛ که یکی از آن‌ها (بور-۱۰) یکی از قویترین جذب‌کننده‌های نوترون است و در میله‌های کنترل رآکتورهای اتمی کاربرد دارد.
از نظر زیستی، ترکیب‌های بور بر روی پستانداران آسیب جدی نمی‌گذارد (مانند نمک خوراکی) ولی برای بندپایان بسیار سمی است و از آن در تهیهٔ حشره کش استفاده می‌شود. اسید بوریک، دارای ویژگی پادمیکروبی ملایمی است، همچنین یک آنتی‌بیوتیک طبیعی دارای ترکیب‌های بور نیز پیدا شده‌است. عنصر بور یک مادهٔ ضروری برای ادامهٔ زندگی است؛ مقدار کمی از ترکیبات این ماده باعث مقاومت دیوارهٔ سلول گیاهان می‌شود برای همین حتماً باید در خاک وجود داشته باشد. آزمایش‌ها نشان داده‌است که بور به عنوان یک عنصر بسیار ناچیز در زندگی حیوانات بسیار مهم است اما چگونگی عملکرد آن در سازوکار بدن آن‌ها هنوز روشن نیست.

## پیشینه و ریشهٔ بور
واژهٔ Boron در انگلیسی از واژهٔ بوره در فارسی و بورق در عربی گرفته شده‌است. این نام‌ها برای کانی‌های بور استفاده می‌شدند.

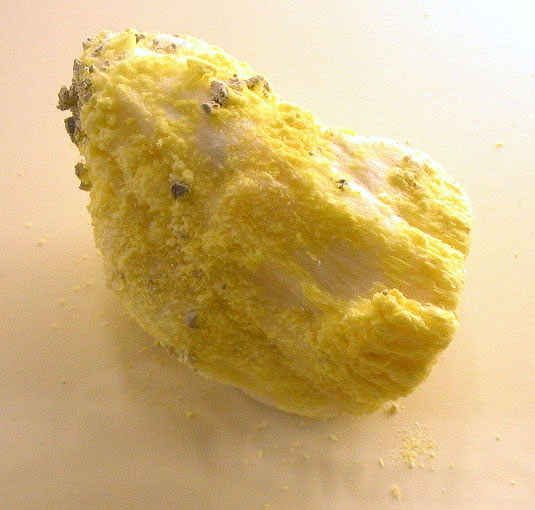
ساسولیت

هزاران سال پیش ترکیب‌های بور برای مردم شناخته شده بود. بوره را در غرب صحرای تبت می‌شناختند و به آن نام تینکال (tincal) داده بودند، این نام از زبان سانسکریت گرفته شده‌است. در سال ۳۰۰ پیش از میلاد در چین، از لعاب بوره استفاده می‌شد. در سدهٔ ۷۰۰ پس از آنکه شیمیدان ایرانی جابر بن حیان در کتاب‌های خود از بوره صحبت می‌کند، غرب از این ماده آگاه می‌گردد؛ همچنین مارکو پولو نیز در سدهٔ ۱۳ میلادی مقداری لعاب بوره با خود به ایتالیا می‌آورد. اگریکلا در حدود سال ۱۶۰۰ نیز از استفاده از بوره در متالورژی خبر داده‌است. در سال ۱۷۷۷، اسید بوریک در فلورانس ایتالیا شناخته شد، آن‌ها به آن نام sal sedativum را دادند و در موردهای پزشکی آن را بکار بردند. کانی کمیاب ساسولیت که نخستین بار در ساسو (Sasso) در ایتالیا پیدا شد، از سال ۱۸۲۷ تا ۱۸۷۲ منبع اصلی بورهٔ اروپا بود ولی پس از آن منابع آمریکایی جانشین آن شد. ترکیب‌های بور در شیمی آن دوران تا اواخر سال‌های ۱۸۰۰ بسیار کم کاربرد بودند تا اینکه کمپانی پاسیفیک کوست براکس فرانسیس ماریون اسمیت توانست ترکیب‌های این ماده را عمومی تر کند و در حجم بیشتر، هزینهٔ فراهم آوری آن را پایین آورد.
تا پیش از آن بور را به عنوان یک عنصر شیمیایی نمی‌شناختند تا اینکه هامفری دیوی، ژوزف لویی گیلوساک و لویی ژَک تِنارد توانستند این عنصر را از دیگر ناخالصی‌ها جدا کنند. دیوی در سال ۱۸۰۸ مشاهده کرد که در اثر عبور جریان الکتریسیته از محلول بورات ماده‌ای قهوه‌ای رنگ بر روی یکی از الکترودها ته‌نشین شده‌است. وی در آزمایش‌های بعدی خود از پتاسیم برای کاهش اسید بوریک استفاده کرد. او پس از آنکه به اندازهٔ کافی بور تولید کرد و مطمئن شد که یک عنصر جدید است بر روی آن نام بوراکلوم (boracium) را نهاد. گیلوساک و تنارد برای کاهش اسید بوریک در دمای بالا از عنصر آهن استفاده کردند. آن‌ها با اکسید کردن بور با هوا نشان دادند که اسید بوریک یک محصول اکسید شدن بور است. یاکوب برسلیوس نیز در سال ۱۸۲۴ بور را به عنوان یک عنصر شناسایی کرد. اما بور کاملاً خالص در سال ۱۹۰۹ توسط شیمیدان آمریکایی ازکیل وینتروب (Ezekiel Weintraub) تولید شد.

## آلوتروپهایبور
بور آلفارومبوهدرال، بور بتارومبوهدرال، بور آلفا تتراگونال.

## ویژگی‌ها

### دگرشکلی‌ها

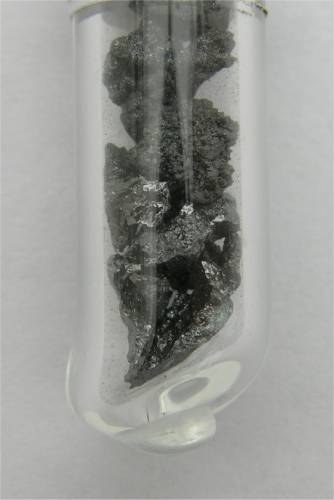
تکه‌های بور

توانایی بور در تشکیل شبکه‌های مولکولی کووالانسی پایدار مانند کربن است. بورهای آمورف دارای بیست وجهی منتظم هستند و با اینکه به صورت تصادفی به هم پیوند خورده‌اند اما نظم بلندبرد ندارند. وبصورت پودر قهو ه ای رنگ بی‌شکل و جامد می‌باشد. و از نظر مصرفی پرکاربرترین می‌باشد. بلور بور، ماده‌ای سیاه و بسیار سخت است که نقطهٔ ذوب آن بالاتر از ۲۰۰۰ درجهٔ سانتی‌گراد است و در چهار چندشکلی اصلی α، β، γ و T یافت می‌شود. درحالی که حالت‌های α، β و T برپایهٔ بیست وجهی B۱۲ قرار دارد، حالت γ را می‌توان با آرایشی مانند سنگ نمک، بیست وجهی‌ها و جفت اتم‌های B2 توضیح داد. فاز γ را می‌توان با قرار دادن دیگر حالت‌های بور در فشاری بین ۱۲ تا ۲۰ گیگا پاسکال و دمایی بین ۱۵۰۰ تا ۱۸۰۰ درجهٔ سانتی‌گراد بدست آورد. نتیجه، پس از کاهش دما و فشار بالا همچنان پایدار می‌ماند. فاز T در همان فشار ولی در دمایی بین ۱۸۰۰ تا ۲۲۰۰ درجهٔ سانتی‌گراد تولید می‌شود. فازهای α و β می‌توانند هم‌زمان در دما و فشار محیط وجود داشته باشند البته فاز β از پایداری بیشتری برخوردار است. هرگاه بور در فشاری بیش از ۱۶۰ گیگا پاسکال تولید شود ساختاری خواهد داشت که همچنان ناشناخته‌است، بور در این حالت در دمای میان ۶ تا ۱۲ کلوین یک ابررسانا خواهد بود.

### شیمی عنصر
بور به شکل عنصر خالص بسیار کمیاب است و کمتر بر روی آن مطالعه صورت گرفته‌است چون بدست آوردن آن به صورت خالص و یک تک عنصر بسیار دشوار است. بیشتر مطالعاتی که بر روی بور صورت گرفته، بر روی نمونه‌هایی بوده که درصد بسیار کمی از کربن در آن‌ها وجود داشته‌است. از نظر شیمیایی بور بیشتر مانند سیلیسیم رفتار می‌کند تا آلومینیم. بلور بور نسبت به واکنش‌ها تمایلی نشان نمی‌دهد و در برابر یورش‌های اسید هیدروفلوئوریک یا هیدروکلریک جوشان از خود مقاومت نشان می‌دهد؛ ولی چنانچه به قسمت‌های بسیار نازک تقسیم شود به آرامی با آب اکسیژنه، اسید نیتریک و اسید سولفوریک که همگی داغ و غلیظ اند واکنش نشان می‌دهد. همچنین در برابر مخلوطی از اسید سولفوریک و اسید کرومیک داغ نیز همین رفتار را دارد.
نرخ اکسیژن‌گیری بور به میزان تبلور، اندازهٔ دانه‌ها، خلوص و دمای آن بستگی دارد. بور در دمای اتاق با هوا واکنش نمی‌دهد، اما در دمای بالاتر، می‌سوزد و برون تری‌اکسید را تولید می‌کند.
۴ B + 3 O۲ → ۲ B۲O۳

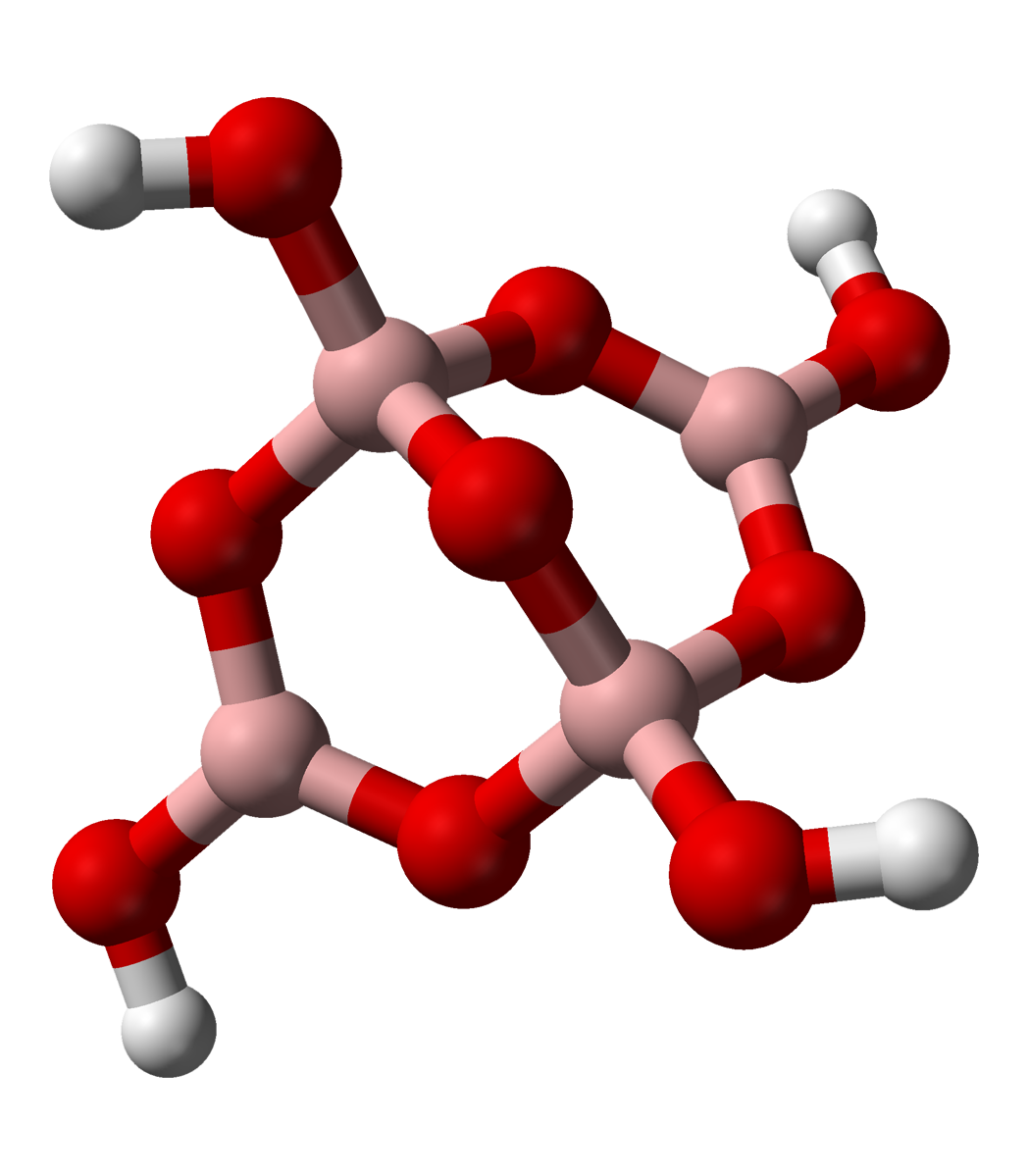
مدل توپ و میلهٔ آنیون تترا بورات با فرمول آنگونه که در بلور بوره با فرمول تشکیل می‌شود. اتم‌های بور با رنگ صورتی، اکسیژن با رنگ قرمز و هیدروژن با رنگ سفید نمایش داده شده‌اند. دقت کنید که دو بور به صورت سه تایی و sp^{۲} بدون هیچ باری پیوند خورده‌اند. درحالی که دو بور دیگر به صورت چهاروجهی و sp^{۳} پیوند خورده‌اند و هر یک بار ۱- دارند. نوع بور در هنگام اکسید شدن به صورت سه ظرفیتی عمل می‌کند، اما آنچه اینجا نشان داده شده‌است مشخصهٔ کانی‌های بور در طبیعت، از نظر تعداد محورهای پیوند و بار می‌باشد.

همچنین بور می‌تواند با واکنش با یک هالوژن، تری هالید تولید می‌کند:
۲ B + 3 Br۲ → ۲ BBr۳
این تری هالیدها در عمل از اکسیدها تشکیل شده‌اند.

#### ترکیب‌های شیمیایی
بور در بیشتر ترکیب‌های آشنای خود مانند اکسیدها، سولفیدها، نیتریدها و هالیدها به صورت سه ظرفیتی رفتار می‌کند.
تری هالیدها، ساختار مثلثی و صفحه‌ای می‌پذیرند. این ترکیب‌ها که اسیدهای لوئیس نام دارند به آسانی با یک دهندهٔ الکترون پیوند برقرار می‌کنند و یک جفت الکترون به اشتراک می‌گذارند این پدیده پایه‌های لوئیس نام دارد. برای نمونه فلوئورید -F و تری فلوئورید بور BF3 با یکدیگر ترکیب می‌شوند و آنیون تترافلوئورو بورات -BF4 را تشکیل می‌دهند. تری فلوئورید بور در صنعت شیمی نفت به عنوان آسان‌گر کاربرد دارد. هالیدها با آب واکنش می‌دهند و اسید بوریک را تولید می‌کنند.
بور در طبیعت به صورت اکسیدهای مختلف {\displaystyle B(III)} و معمولاً در پیوند با دیگر عناصر یافت می‌شود. بیش از صد مورد از کانی‌های بور که دارای اکسیدهای مختلف سه ظرفیتی از بور اند تاکنون پیدا شده‌اند. این کانی‌ها از بعضی جهات شبیه سیلیکات هایند با این حال بور را می‌توان غیر از پیوندهای چهاروجهی با اکسیژن در پیوندهای صفحه‌ای سه گوش (مثلثی) نیز پیدا کرد. کانی‌های بور برخلاف سیلیکات‌ها، در بیش از چهار محور پیوند برقرار نمی‌کنند. برای نمونه ساختار آنیون تترا برات از کانی معمول بوره در نگارهٔ سمت راست نشان داده شده‌است. در کانی‌ها بار منفی که در مرکز چهاروجهی بورات قرار دارد با یک کاتیون فلزی مانند +Na به تعادل می‌رسد.

### فراوانی

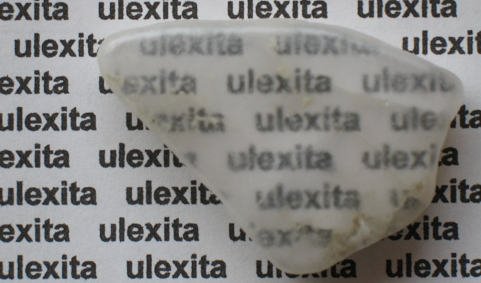
تکه‌ای از الکزیت.

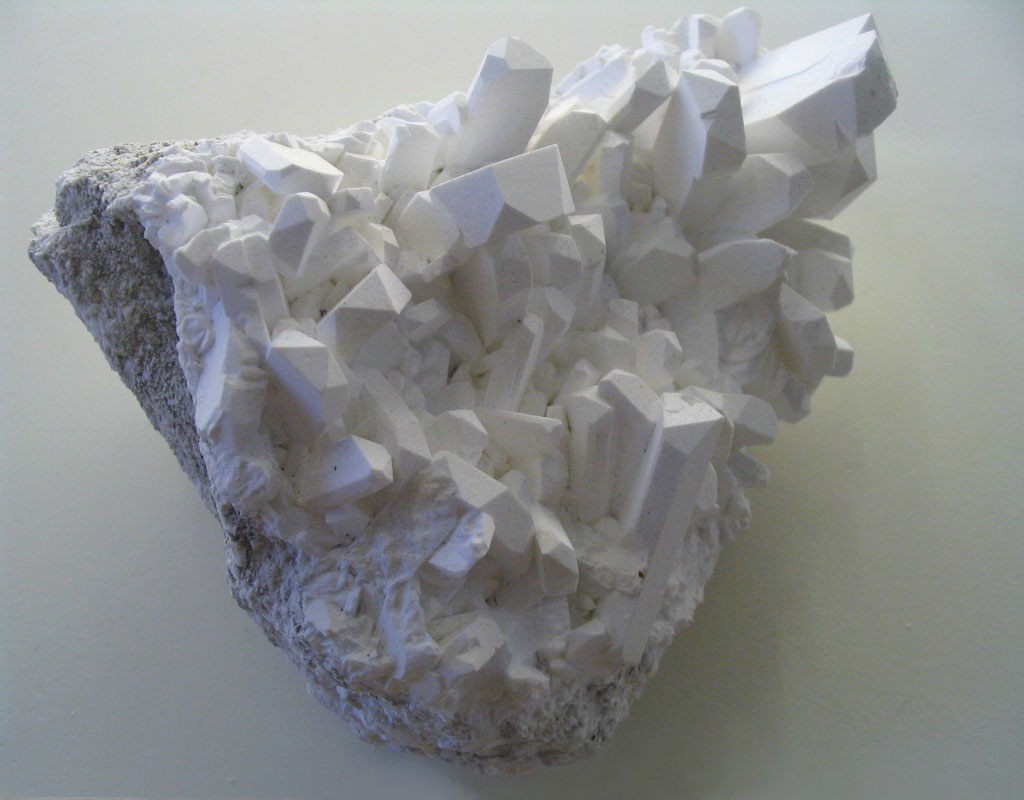
بلور بوره.

در پوستهٔ زمین بور عنصر نسبتاً کمیابی است و تنها ۰٫۰۰۱٪ از آن را تشکیل می‌دهد. ذخیرهٔ تجاری بور تقریباً ۱۰ میلیون تن است و ترکیه و آمریکا بزرگ‌ترین تولیدکننده‌های آن در سطح جهان‌اند. ترکیه به تنهایی ۷۲٪ از مخازن بور جهان را در اختیار دارد. بور به صورت آزاد در طبیعت یافت نمی‌شود بلکه به شکل‌هایی مانند بوره، اسید بوریک، کولمانیت، کرنیت، الکزیت و بوراتها پیدا می‌شود. گاهی در آب بهاه‌ای که از آتش‌فشانها جاری می‌شود می‌تواند اسید بوریک پیدا کرد.
الکزیت یکی از صدها کانی بور است و بلوری رشته‌ای دارد. هر یک از رشته‌های بلوری آن مانند فیبرهای نوری توان هدایت نور از درون خود را دارد.
از نگاه اقتصادی مهم‌ترین کانی‌های سرشار از بور، تینکال (اور) و کرنیت اند که هر دو در بیابان موهاوی در کالیفرنیا یافت می‌شوند ولی بزرگ‌ترین منابع بور در مرکز و غرب ترکیه در استان‌های اسکی‌شهر، کوتاهیه و بالیکسیر قرار دارد.

## تولید

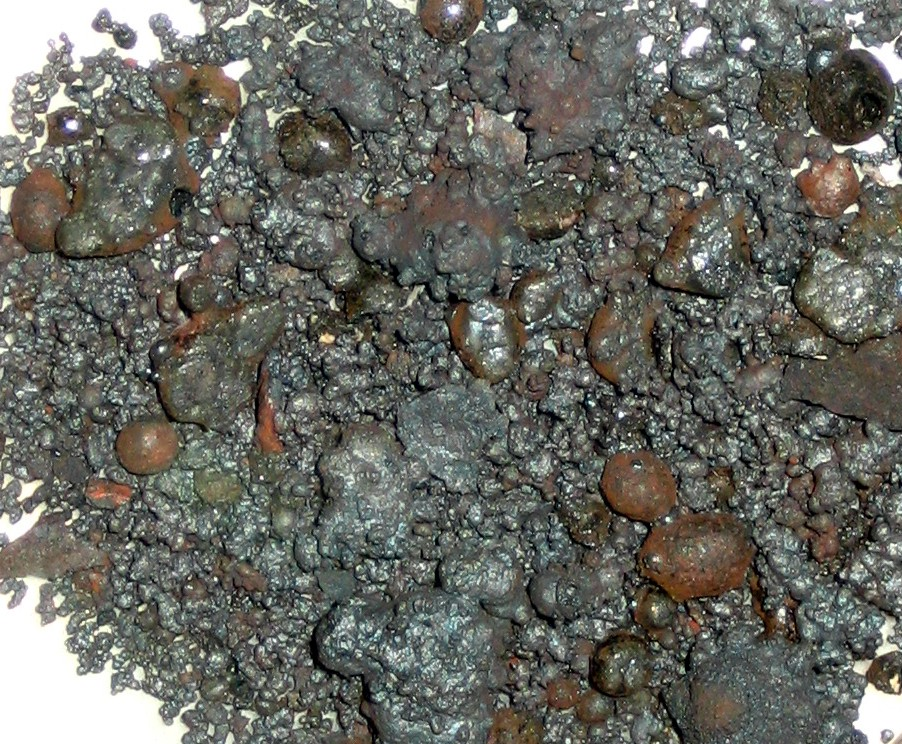
بور

## کاربرد
می‌توان گفت که هدف از استخراج کانی بور دار اور، پالایش آن و در نتیجه تولید اسید بوریک و بوره است. در آمریکا ۷۰٪ از بور بدست آمده برای تولید شیشه و سرامیک مورد استفاده قرار می‌گیرد.

### شیشه و سرامیک
شیشه‌های بوروسیلیکات که میانگین، ۱۲ تا ۱۵ درصد B۲O۳ و ۸۰ درصد SiO۲ و ۲٪ Al۲O۳ دارند، دارای ضریب انبساط گرمایی پایینی اند و به همین دلیل در برابر تغییر دماهای ناگهانی، پایداری خوبی از خود نشان می‌دهند. دوران (Duran) و پیرکس نام دو تولیدکنندهٔ اصلی این نوع شیشه‌است. کاربرد این شیشه‌ها در آزمایشگاه‌ها و ظرف‌های آشپزخانه‌است. همچنین بور در ساخت شیشه‌های عینک با دوام را، امکان‌پذیر کرده‌است. این بدان معناست که شیشه‌های بوروسیلیکات نسبت به شیشه سودا-آهک تغییرات دمایی سریعتری را تحمل می‌کنند.
رشته‌های بور دارای مقاومت بسیار بالا و وزن کم اند به همین دلیل در سازه‌های هوانوردی پیشرفته به عنوان یکی از افزودنی‌های مواد ترکیبی کاربرد دارند. همچنین کاربرد کمی هم در ابزارهای تفریحی ورزشی مانند ابزارهای گلف و چوب ماهیگیری دارند. رشته‌های بور را می‌توان با کمک انباشت به روش تبخیر شیمیایی بور بر روی یک رشتهٔ تنگستن بدست آورد.
رشته‌ها و فنرهای بلوری زیر یک میلی‌متر بور را به کمک لیزر و انباشت به روش تبخیر شیمیایی بدست می‌آورند. به کمک پرتوهای متمرکز لیزر می‌توان سازه‌های مارپیچ (حلزونی) ویژه‌ای بدست آورد. این سازه‌ها ویژگی‌های مکانیکی خوبی (مدول کشسانی ۴۵۰ GPa کرنش شکست ۳٫۷٪ و تنش شکست ۱۷ GPa) از خود نشان می‌دهند و می‌توان از آن‌ها برای افزایش مقاومت سرامیک‌ها یا در سامانه‌های میکرو الکترومکانیکی استفاده کرد.

### حشره کش
اسید بوریک به عنوان حشره کش، به ویژه در برابر مورچه، کک و سوسک حمام مورد استفاده قرار می‌گیرد. اسید بوریک در صورت خوردن حشرات می‌تواند باعث از بین رفتن آن شود. این معده آنها را مختل می‌کند و می‌تواند بر سیستم عصبی آنها تأثیر بگذارد. همچنین می‌تواند باعث خراش و آسیب به نمای خارجی حشرات شود. اسید بوریک همچنین می‌تواند رشد قارچ‌ها مانند کپک را متوقف کند. از تولید مثل آنها جلوگیری می‌کند. واثر مؤثری بر پستانداران ندارد. اسید بوریک و نمک‌های سدیم آن هر یک بور را با عناصر دیگر به روشی متفاوت ترکیب می‌کنند و به‌طور کلی، سمیت آنها به مقدار بور موجود در آنها بستگی دارد. از اسید بوریک و نمکهای سدیم آن می‌توان برای کنترل انواع مختلف آفات استفاده کرد. این شامل حشرات، عنکبوت‌ها، کنه‌ها، جلبک‌ها، کپک‌ها، قارچ‌ها و علف‌های هرز است. محصولاتی که دارای اسید بوریک هستند از سال ۱۹۴۸ برای استفاده در ایالات متحده به ثبت رسیده‌اند.

### برخی از محصولات حاوی اسید بوریک کدامند؟
محصولات حاوی اسید بوریک می‌تواند شامل مایعات، گرانول‌ها، گلوله‌ها، قرص‌ها، پودرهای قابل خیس شدن، گرد و می‌باشد. از آنها در مکانهایی مانند خانه‌ها، بیمارستانها و ساختمانهای تجاری استفاده می‌شود. آنها همچنین در مناطق مسکونی در فضای باز، سیستم‌های فاضلاب و محصولات غذایی و غیر غذایی استفاده می‌شوند. بیش از پانصد محصول با اسید بوریک در ایالات متحده به فروش می‌رسد. چندین محصول دیگر با کاربردهای مختلف که حاوی اسید بوریک است در اصلاحات خاک، کودها، پاک کننده‌های خانگی، مواد شوینده استفاده می‌شود. همیشه دستورالعمل‌های برچسب را دنبال کنید و برای به حداقل رساندن خطر اقدامات لازم را انجام دهید. در صورت بروز هرگونه مواجهه، حتماً دستورالعملهای کمکهای اولیه در برچسب محصول را با دقت دنبال کنید.

### خطرات در معرض قرار گرفتن اسید بوریکدر سنین مختلف
اگر اسید بوریک خورده شود یا در تماس با پوست باشد، سمیت کمی دارد. با این حال، به صورت بوراکس، می‌تواند برای چشم خورنده باشد. بوراکس همچنین می‌تواند برای پوست تحریک کننده باشد. افرادی که اسید بوریک خورده‌اند حالت تهوع، استفراغ، معده درد و اسهال داشته‌اند. اسهال و استفراغ ممکن است دارای رنگ آبی-سبز باشند. افرادی که بوراکس تنفس می‌کردند دهان، بینی و گلو خشک داشتند. سرفه، گلودرد، تنگی نفس و خونریزی بینی نیز گزارش شده‌است. کودکان بیشتر در معرض آفت کش قرار دارند. برخی ازکودکانی که مقادیر زیادی اسید بوریک می‌خورند نیز دارای اثرات سیستم عصبی هستند. اینها شامل وضعیت‌های غیرطبیعی، تشنج، گیجی و کما هستند. کودکان ممکن است به ویژه نسبت به بزرگسالان نسبت به آفت کش‌ها حساس تر باشند. تشنج و مرگ بیشتر در بزرگسالان و کودکان در معرض طولانی مدت اسید بوریک گزارش شده‌است. در دهه ۱۹۶۰، پس از آنکه به‌طور تصادفی از ضد عفونی کننده‌های اسید بوریک با برچسب نامناسب در شیرخشک‌های شیرخوار استفاده شد، مرگ‌های متعددی در نوزادان گزارش شد. در دهه‌های ۱۹۷۰ و ۸۰، استفاده از یک محصول تسکین دهنده لثه حاوی بوراکس و عسل بر روی پستانک‌ها منجر به چندین گزارش از تشنج در نوزادان شد.

### سمیت اسید بوریک بر دیگر حیوانات
اسید بوریک عملاً برای پرندگان سمی نیست. برای ماهی‌های آب شیرین کمی سمی است. اسید بوریک عموماً برای قورباغه‌ها و وزغ‌ها و حیوانات آبزی مانند، در سیلاب‌های آبی سمی نیست. EPA ایالات متحده نتیجه گرفت که اسید بوریک برای زنبورهای عسل نسبتاً غیر سمی است.

### در ترکیب مواد شوینده و به عنوان عامل سفیدکننده
از بوره در بسیاری از مواد پاک‌کننده و شویندهٔ خانه استفاده می‌شود. به صورت بدون بو و محلول در آب. همچنین در ترکیب برخی از سفیدکننده‌های دندان نیز یافت می‌شود.

## مقایسه بور با کربن
بور (B) و کربن (C) به عنوان عناصر همسایه در گروه‌ ۱۳ و ۱۴ جدول تناوبی، در برخی موارد مشابه هستند. اما تفاوت های کلیدی در خواص و کاربردها نشان می‌ دهند. هر دو عنصر تمایل به تشکیل پیوندهای کووالانسی دارند و می‌ توانند ساختارهای متنوعی ایجاد کنند. اما کربن به دلیل توانایی منحصر به فرد در تشکیل زنجیره‌ پایدار و حلقه‌ گسترده، اساس شیمی آلی و حیات را تشکیل می‌ دهد. در حالی که کربن با آلوتروپهای معروفی مانند گرافن، الماس و نانولوله‌ توجه زیادی را در فناوری‌ های نوین به خود جلب می کند. 

### دیگر کاربردها
برای دیگر کاربردهای بور می‌توان به کاربرد آن در فضاپیماها، رآکتورهای هسته‌ای، تولید آتش‌های حالت اضطرار و کاربردهای پزشکی و دارویی آن اشاره کرد.